# Тарасов, Сергей Павлович
Сергей Павлович Тарасов (25 сентября 1903 года, Новосибирск — 20 сентября 1988 года, Москва) — советский военный деятель, Генерал-майор (1954 год), кандидат исторических наук (1949 год).

## Начальная биография
Сергей Павлович Тарасов родился 25 сентября 1903 года в Новосибирске.

## Военная служба

### Довоенное время
В сентябре 1921 года был призван в РККА, после чего был направлен на 21-е пехотные Сибирские курсы, после расформирования которых в октябре того же года переведён в 25-ю Томскую пехотную школу, после окончания которой в августе 1924 года был назначен был назначен на должность командира взвода 60-го стрелкового полка, а в сентябре 1925 года — на должность начальника строевой команды Артиллерийской технической школы.
В октябре 1926 года был направлен на учёбу на Ленинградские военно-политические курсы имени Ф. Энгельса, после окончания которых в июне 1927 года был назначен на должность политрука роты 127-го стрелкового полка.
В августе 1929 года Тарасов был направлен на учёбу в Военную академию имени М. В. Фрунзе, после окончания которой в апреле 1932 года был назначен на должность заместителя военного коменданта станции Казатин (Юго-Западная железная дорога), в феврале 1933 года — на должность помощника начальника 3-го отдела штаба Сибирского военного округа, в мае 1934 года — на должность начальника оперативного отделения штаба 44-й стрелковой дивизии, а в октябре 1935 года — на должность начальника 5-го отделения штаба 85-й стрелковой дивизии.
В июле 1937 года был направлен на службу в Генштаб Красной Армии, где исполнял должности помощника начальника отделения 3-го отдела, старшего помощника начальника 12-го отделения 5-го отдела и старшего помощника начальника 1-го отделения 3-го отдела.
В октябре 1938 года был назначен на должность помощника начальника штаба и одновременно начальника 1-го отделения штаба 13-го стрелкового корпуса (Киевский военный округ), после чего принимал участие в боевых действиях во время похода Красной Армии в Западную Украину.
В ноябре 1939 года Тарасов был направлен на учёбу в Академию Генштаба РККА.

### Великая Отечественная война
В июле 1941 года после окончания академии Тарасов был направлен на Западный фронт, где был включён в состав оперативной группы С. К. Тимошенко, после чего принимал участие в боевых действиях в ходе Смоленского сражения, исполняя должность офицера связи, командира заградотряда, находясь на которых осуществлял рекогносцировку оборонительных рубежей по рекам Вопь и Днепр. В августе временно исполнял должность начальника штаба оперативной группы генерал-майора К. К. Рокоссовского (16-я армия) вплоть до прибытия генерала М. С. Малинина.
В августе 1941 года был назначен на должность начальника организационно-планового отдела управления тыла 30-й армии, а затем — на должность начальника оперативного отделения штаба этой же армии. Тарасов разрабатывал план обороны Калинина, а также принимал участие в боевых действиях на подступах к городу. В октябре был назначен на должность старшего помощника начальника оперативного отдела штаба Калининского фронта, после чего принимал участие в боевых действиях в ходе контрнаступления под Москвой, во время которого принял командование 247-й стрелковой дивизией. В январе 1942 года в ходе боёв у города Старица Тарасов был контужен и был направлен в госпиталь.
После выздоровления в июне был назначен на должность заместителя начальника штаба 8-й резервной армии (Приволжский военный округ), позже — на должность заместителя начальника штаба Уральского военного округа. С 16 июня по 6 июля 1943 года исполнял должность командира 41-го стрелкового корпуса, затем начальника штаба этого же корпуса, который принимал участие в боевых действиях во время Орловской и Брянской наступательных операций. В связи с обострением болезни в ноябре убыл в госпиталь. После выздоровления в январе 1944 года был назначен на должность начальника кафедры общей тактики Высших всеармейских политических курсов, находясь на которых весной 1945 года в составе комиссии Генштаба по обобщению опыта войны работал в войсках 3-го Белорусского фронта, ведших боевые действия против группировки противника юго-западнее Кёнигсберга, при этом прорывая Кёнигсбергский укрепленный район.

### Послевоенная карьера
После окончания войны Тарасов продолжил руководить кафедрой общей тактики Высших всеармейских военно-политических курсов.
В июле 1947 года был назначен на должность заместителя начальника кафедры общей тактики Военно-политической академии имени В. И. Ленина.
В декабре 1949 года был направлен на учёбу на военно-исторический факультет Высшей военной академии имени К. Е. Ворошилова, после окончания которой в январе 1951 года в этой же академии был назначен на должность старшего преподавателя кафедры стратегии и оперативного искусства, которая в феврале 1958 года была преобразована в кафедру оперативного искусства.
Генерал-майор Сергей Павлович Тарасов в январе 1964 года вышел в запас. Умер 20 сентября 1988 года в Москве.

## Награды
- Орден Ленина;
- Три ордена Красного Знамени;
- Два ордена Отечественной войны 1 степени;
- Орден Красной Звезды;
- Медали.